# Feuerwehr Wiesbaden
Die Feuerwehr Wiesbaden besteht aus einer Berufsfeuerwehr (BF) mit drei Standorten und 20 Stadtteilfeuerwehren der Freiwilligen Feuerwehr (FF).
Die Feuerwehr Wiesbaden hat im Rahmen der geltenden Gesetze die nach pflichtgemäßem Ermessen erforderlichen Maßnahmen zu treffen, um von der Allgemeinheit, dem Einzelnen oder Tieren die durch Brände, Explosionen, Unfälle oder andere Notlagen, insbesondere durch schadenbringende Naturereignisse, drohenden Gefahren für Leben, Gesundheit, natürliche Lebensgrundlagen oder Sachen abzuwenden.

## Geschichte
Bereits nach dem Brand der Mauritiuskirche im Jahr 1850 wurde die erste Freiwillige Feuerwehr in Wiesbaden, das Pompier-Corps, mit zunächst 42 Mann gegründet.
Im Römersaal in Wiesbaden gründete sich auf Antrag von Wiesbadener Delegierten am 27. Juli 1872 der Feuerwehr-Verband für den Regierungsbezirk Wiesbaden (nach dem Ersten Weltkrieg in Nassauischer Feuerwehrverband umbenannt) im Römersaal. In dieser Gründungsversammlung wurde der Wiesbadener Branddirektor Karl-Hermann Scheurer aus Wiesbaden als Vorsitzender gewählt. Aus dem Protokoll geht hervor, dass Kaiser Wilhelm I. anwesend war.
Nach Gründung der Berufsfeuerwehr im Jahr 1903 hat sich die Freiwillige Feuerwehr Wiesbaden Stadt im Jahr 1910 inaktiv gemeldet, ohne jedoch ganz aufgelöst zu werden.
Im Jahr 1988 wurden die Freiwillige Feuerwehr Wiesbaden-Stadtmitte und der Verein Freiwillige Feuerwehr Wiesbaden-Stadtmitte e.V. wiedergegründet, sowie die Jugendfeuerwehr Wiesbaden-Stadtmitte neu gegründet.
Im Herbst 1993 war die Feuerwache Wiesbaden Drehort für die Frank-Elstner-Show Aber Hallo des Fernsehsenders RTL, bei dem sich die Berliner Feuerwehr mit der Freiwilligen Feuerwehr Beselich-Obertiefenbach einen Wettkampf im Hakenleitersteigen am Steigerturm lieferte. Ein weiterer Sendeabschnitt wurde in den Räumen der Wiesbadener Taunusfilm GmbH gedreht.

## Berufsfeuerwehr

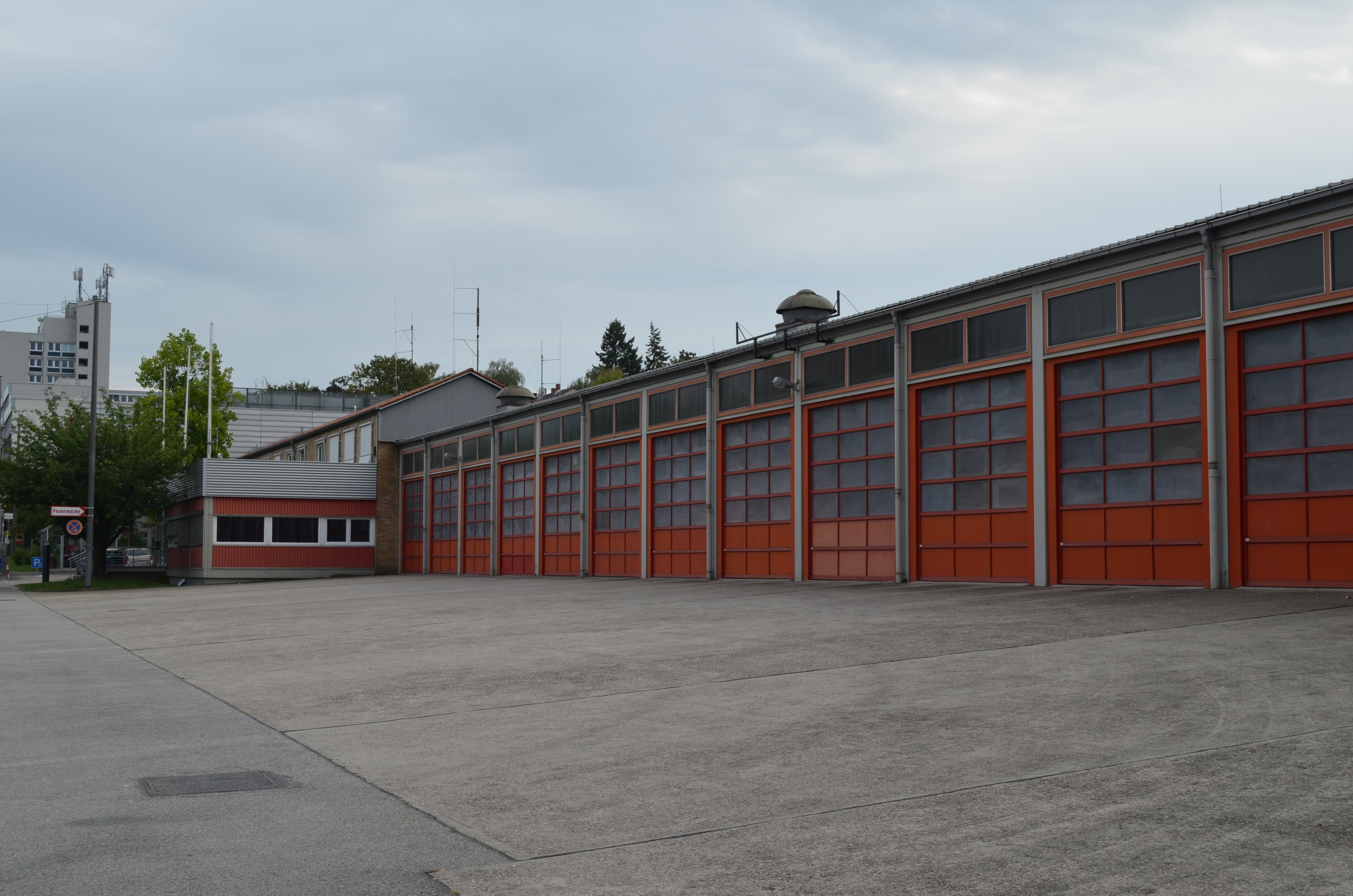
BF Wiesbaden, Feuerwache 1, Fahrzeughalle

Zur Gefahrenabwehr unterhält die hessische Landeshauptstadt Wiesbaden eine Berufsfeuerwehr mit etwa 280 Einsatzbeamten.
Die Berufsfeuerwehr der Stadt Wiesbaden versieht ihren Dienst von drei Feuerwachen aus. Die Feuerwache 1 befindet sich am Kurt-Schumacher-Ring in Wiesbadens Stadtzentrum. Die Feuerwache 2 befindet sich in der Sankt-Florian-Straße 1 im Stadtteil Mainz-Kastel, die im November 2023 bezogene neue Feuerwache 3 ist in der Nordenstadter Straße im Stadtteil Igstadt.
Die Feuerwache 1 wurde am 19. November 1965 von der Berufsfeuerwehr Wiesbaden bezogen. Von hier aus können innerhalb der gesetzlichen Hilfsfrist im Wachbezirk 1 die Stadtteile Klarenthal, Kolheck, Dotzheim, Frauenstein und der Innenstadt erreicht werden. Sie ist gleichzeitig Standort der Stadtteilfeuerwehr Wiesbaden-Stadtmitte. Weiterhin ist in einem Vorbau des Gebäudes die Zentrale Leitstelle der Landeshauptstadt Wiesbaden untergebracht. Von hier rücken folgende Fahrzeuge aus:
ELW 1, 2 × HLF 20, DLK 23/12, KLAF, GW-Taucher, All Terrain Vehikel, Teleskoplader, 2 × WLF mit verschiedenen Containern, unter anderem einem Löschwasserbehälter mit bis zu 10.000 Liter Fassungsvermögen.
Die Feuerwache 2 wird seit März 1994 von der Berufsfeuerwehr Wiesbaden benutzt. Von hier aus können innerhalb der gesetzlichen Hilfsfrist im Wachbezirk 2 die Stadtteile Amöneburg, Kastel, Kostheim, Biebrich und Schierstein erreicht werden. Sie bietet einsatztaktisch günstige Verkehrswege zum Gewerbegebiet Petersweg, zum Industriepark Kalle-Albert, dem Flugplatz Wiesbaden-Erbenheim sowie zu den Bundesautobahnen 66 und 671. Von hier rücken folgende Fahrzeuge aus:
ELW 1, HLF 20, DLK 23/12, TLF 4000, GW-Mess, GW-Logistik, Krad, 2× WLF mit verschiedenen Containern, unter anderem die Behälter AB-Atemschutz und AB-Technische Unfallhilfe. Des Weiteren wird von der Feuerwache 2 aus noch 1 Feuerlöschboot und 1 Mehrzweckboot für die beiden Wasserstraßen Rhein und Main besetzt.
Die Feuerwache 3 wurde 1975 erbaut und war ursprünglich lediglich als Standort für die Stadtteilfeuerwehr Wiesbaden-Bierstadt geplant. Durch bauliche Erweiterungen wurde die Unterbringung der BF integriert. Im November 2023 wurde ein Neubau im Stadtteil Igstadt bezogen. Außer der Berufsfeuerwehr ist hier noch eine Hilfsorganisation untergebracht, weshalb die neue Feuerwache 3 als Feuer- und Rettungswache 3 bezeichnet wird. Von hier aus können innerhalb der gesetzlichen Hilfsfrist im Wachbezirk 3 die östlichen Stadtteile erreicht werden. Von hier rücken folgende Fahrzeuge aus:
HLF 20, DLK 23/12, TLF 4000, GW-Höhenretter, GW-Sonder, 2× WLF (davon ein Fahrzeug mit Kranaufbau) mit verschiedenen Containern, unter anderem der Behälter AB-Umweltschutz.
Die Berufsfeuerwehr Wiesbaden ist in die Einheiten Verwaltung, Einsatzdienst, Vorbeugender Brandschutz, Technische Dienste, Ausbildung und Katastrophen- bzw. Bevölkerungsschutz strukturiert. Amtsleiter und Leiter der Feuerwehr ist der Leitende Branddirektor Andreas Kleber.

## Freiwillige Feuerwehr

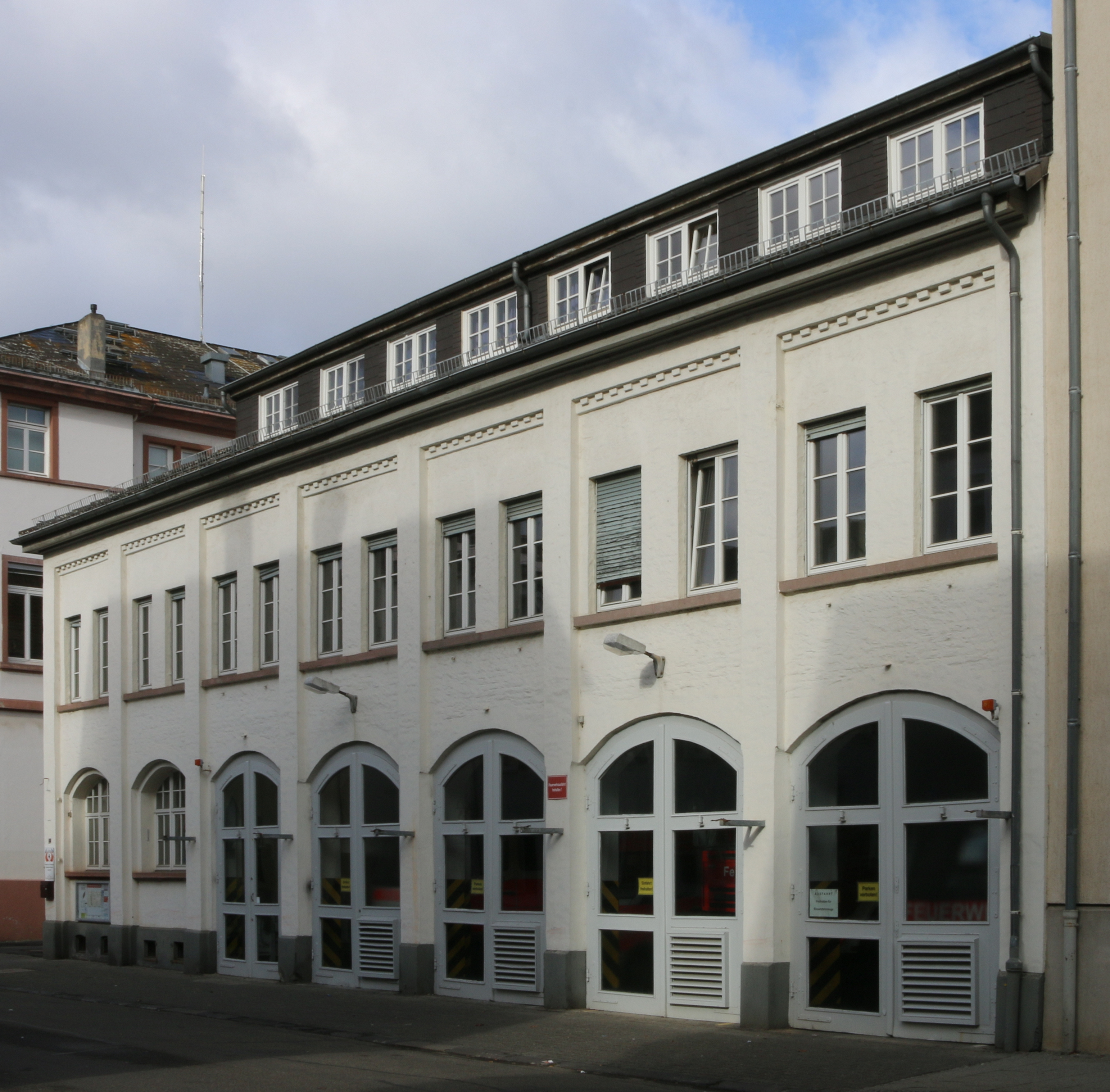
Denkmalgeschützte Feuerwache in Biebrich

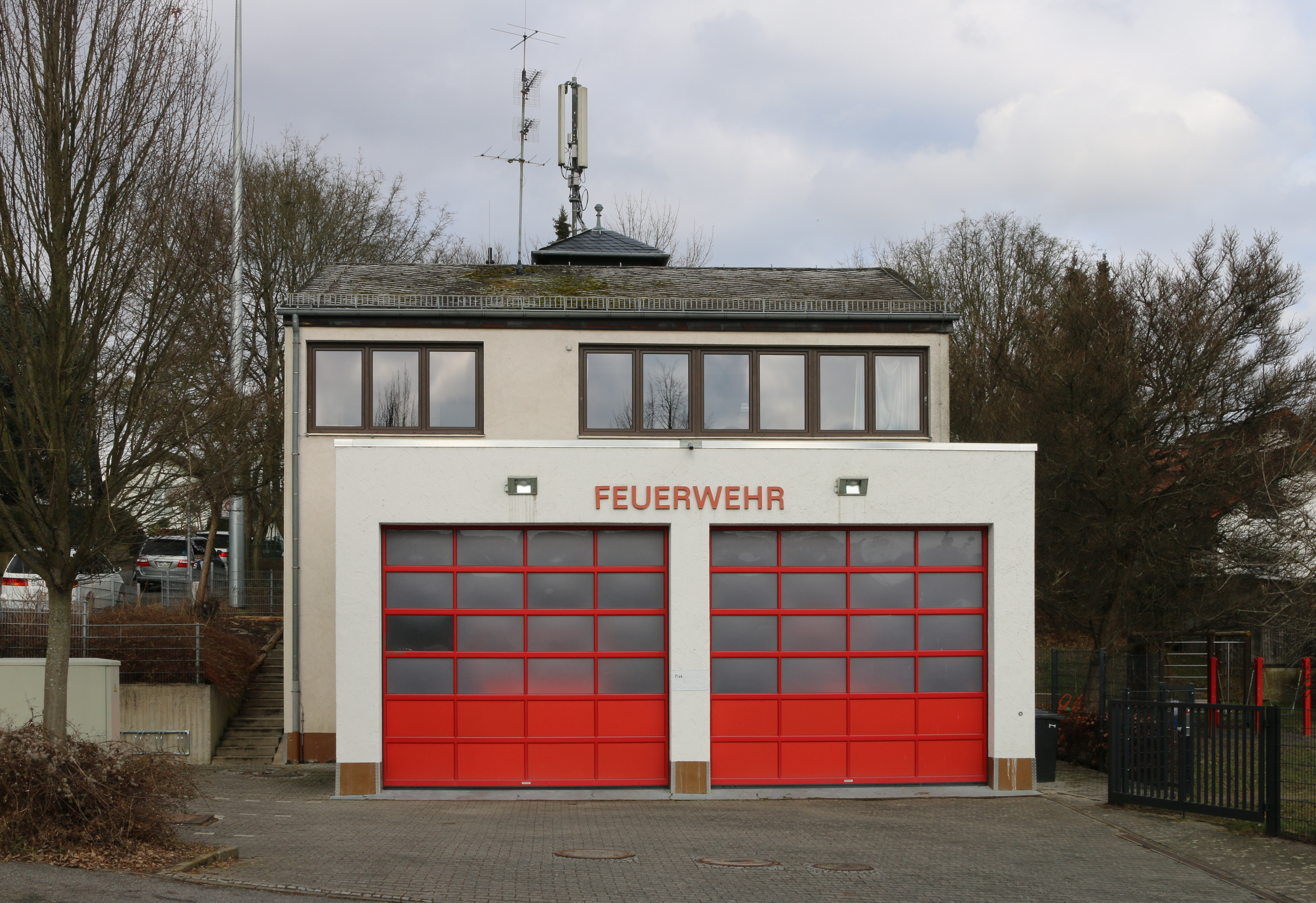
Freiwillige Feuerwehr Wiesbaden-Heßloch

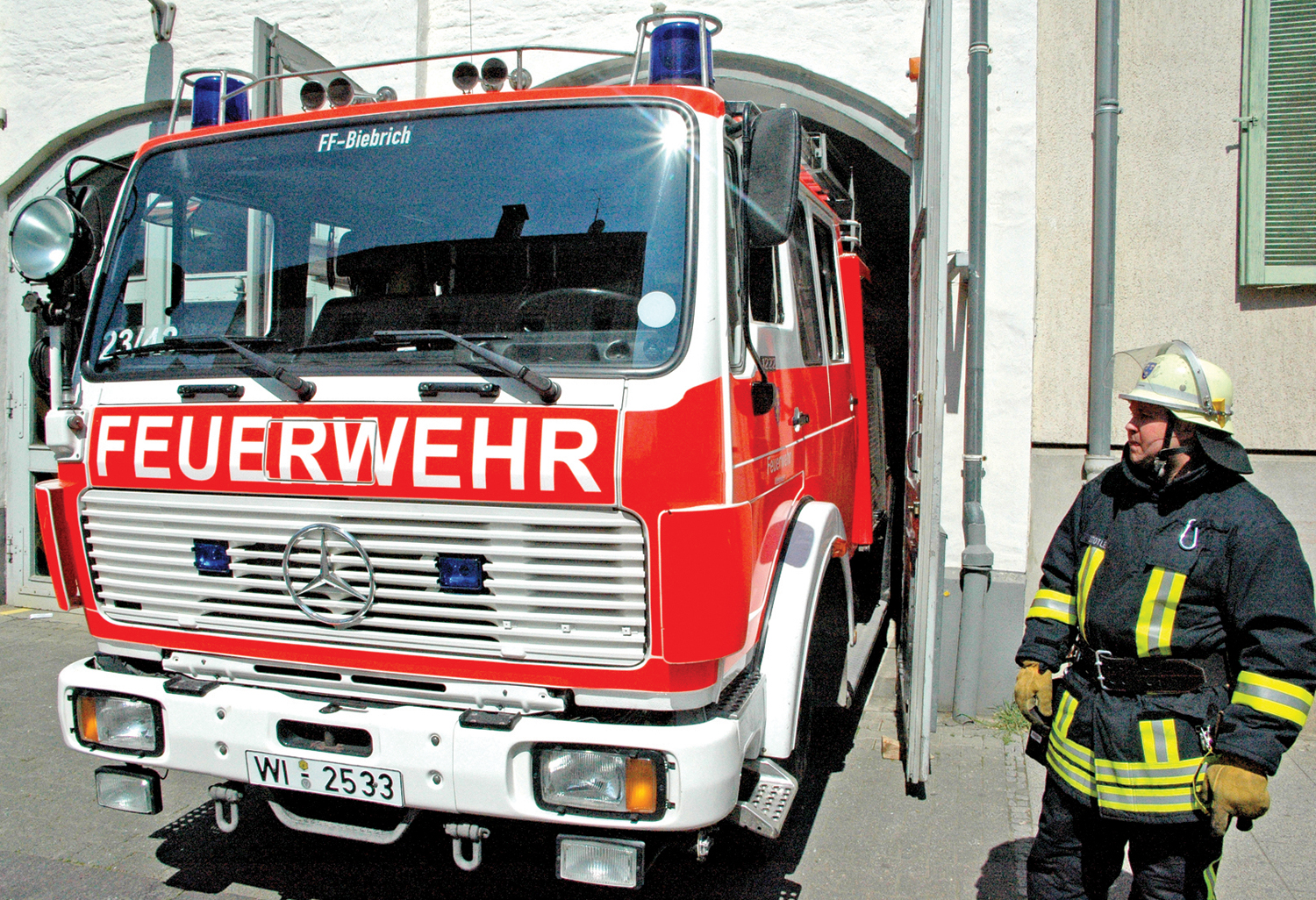
Fahrzeug der FF Wiesbaden-Biebrich

Die Freiwillige Feuerwehr ist ein wesentlicher Bestandteil des abwehrenden Brandschutzes der Landeshauptstadt Wiesbaden. Zusätzlich zur Berufsfeuerwehr bestehen folgende 20 Stadtteilfeuerwehren, deren Personalbestand 600 aktive Frauen und Männer umfasst.
- Freiwillige Feuerwehr Wiesbaden-Auringen
- Freiwillige Feuerwehr Wiesbaden-Biebrich
- Freiwillige Feuerwehr Wiesbaden-Bierstadt
- Freiwillige Feuerwehr Wiesbaden-Breckenheim
- Freiwillige Feuerwehr Wiesbaden-Delkenheim
- Freiwillige Feuerwehr Wiesbaden-Dotzheim
- Freiwillige Feuerwehr Wiesbaden-Erbenheim
- Freiwillige Feuerwehr Wiesbaden-Frauenstein
- Freiwillige Feuerwehr Wiesbaden-Heßloch
- Freiwillige Feuerwehr Wiesbaden-Igstadt
- Freiwillige Feuerwehr Wiesbaden-Kloppenheim
- Freiwillige Feuerwehr Wiesbaden-Mainz-Kastel
- Freiwillige Feuerwehr Wiesbaden-Mainz-Kostheim
- Freiwillige Feuerwehr Wiesbaden-Medenbach
- Freiwillige Feuerwehr Wiesbaden-Naurod
- Freiwillige Feuerwehr Wiesbaden-Nordenstadt
- Freiwillige Feuerwehr Wiesbaden-Rambach
- Freiwillige Feuerwehr Wiesbaden-Schierstein
- Freiwillige Feuerwehr Wiesbaden-Sonnenberg
- Freiwillige Feuerwehr Wiesbaden-Stadtmitte – Sie ist im abwehrenden Brandschutz für die Innenstadtbezirke Mitte, Rheingauviertel/Hollerborn, Westend, Nordost, Südost und Klarenthal zuständig.

Daneben gibt es Einheiten und Sonderaufgaben sowie Katastrophenschutzeinheiten des Landes Hessen, die von Stadtteilfeuerwehren gestellt werden oder in denen Frauen und Männer aus mehreren Stadtteilfeuerwehren mitwirken:
- Informations- und Kommunikationsgruppe
- Logistikgruppe
- Rettungshundestaffel (Freiwillige Feuerwehr Wiesbaden-Stadtmitte)
- Gefahrstoff-ABC-Meßzentrale und Gefahrstoff-ABC-Mess-Gruppe (Freiwillige Feuerwehr Wiesbaden-Stadtmitte)
- Gefahrstoff-Dekontaminations-Zug (Freiwillige Feuerwehren Wiesbaden-Stadtmitte und Wiesbaden-Sonnenberg)
- Lotsendienst (Freiwillige Feuerwehr Wiesbaden-Stadtmitte)
- Hochwasserschutz (Freiwillige Feuerwehr Wiesbaden-Schierstein)
- Wasserrettung und Deichwehr (Freiwillige Feuerwehr Wiesbaden-Kostheim)

## Werkfeuerwehren
In Wiesbaden stehen fünf Werkfeuerwehren mit insgesamt rund 100 Feuerwehrleuten in ihren Firmen bereit. Die Werkfeuerwehren sind spezialisiert auf die in ihrem Unternehmen zu erwartenden Einsätze. So ist zum Beispiel die Werkfeuerwehr InfraServ speziell für die Brandbekämpfung in chemischen Betrieben ausgelegt. Aber auch außerhalb des Werkgeländes können die Feuerwehren auf Anforderung eingesetzt werden. Sie werden aus hauptberuflichen und aus nebenberuflichen Kräften gebildet. Folgende Werkfeuerwehren befinden sich in der Landeshauptstadt Wiesbaden:
- Werkfeuerwehr Dyckerhoff
- Werkfeuerwehr Federal Mogul
- Werkfeuerwehr InfraServ Wiesbaden
- Werkfeuerwehr SCA Hygiene Products
- Werkfeuerwehr US Army

## Jugendfeuerwehren und Kindergruppen
Alle Stadtteilfeuerwehren führen eine Jugendfeuerwehr. Ein Beitritt ist bereits ab dem zehnten Lebensjahr für Mädchen und Jungen möglich. Einige Stadtteilfeuerwehren bieten auch für Kinder ab sechs Jahren eine Kinderfeuerwehr an.

## Rettungsdienst
Seit Mai 2016 liegt die Rettungsdienstträgerschaft im Sachgebiet Rettungsdienst und Medizinische Gefahrenabwehr bei der Berufsfeuerwehr Wiesbaden. Die Umstrukturierung war nötig, weil viele alltägliche Einsätze eine eng abgestimmte Zusammenarbeit zwischen Feuerwehr und Rettungsdienst erforderten.

## Kreisfeuerwehrverband
Der Kreisfeuerwehrverband (KFV) Wiesbaden ist der Zusammenschluss der Wiesbadener Feuerwehren und ihrer insgesamt 1.500 Mitglieder aus den 20 Freiwilligen Feuerwehren mit ihren Kindergruppen und Jugendfeuerwehren, der Berufsfeuerwehr und der sechs Werkfeuerwehren.

## Feuerwehrmuseum
Als Ende der 1950er Jahre die Feuerwehr Wiesbaden ihren Fahrzeugpark erneuerte, wurde die Idee geboren, die nun ausgesonderten Fahrzeuge im Maßstab 1:10 nachzubauen, bevor sie „Opfer der Schrottpresse“ wurden. Diese in langwieriger Kleinarbeit nachgebauten Fahrzeugmodelle bildeten den Grundstock für das Feuerwehrmuseum, das im Jahr 1960 ins Leben gerufen wurde.
Das Wiesbadener Feuerwehrmuseum ist in der Feuerwache 1 am Kurt-Schumacher-Ring 16 untergebracht.
Mit den Jahren entstanden weitere Modelle, so dass das Feuerwehrmuseum Wiesbaden heute über eine umfangreiche Modellsammlung von Feuerlöschgeräten verfügt, angefangen vom Löscheimer über Stock-, Druck- und Dampfspritze bis hin zum vollständigen Löschzug. Auch zahlreiche, zum Teil seltene Dokumente und Bilder sind zu sehen.
Auf dem Vorgelände der Feuerwache 1 ist ein Löschfahrzeug vom Typ Benz-Gaggenau, Baujahr 1925, zu besichtigen.
Im April 2024 wurde bekannt, dass Exponate wegen eines Wasserschadens in andere Räumlichkeiten der Stadt Wiesbaden verbracht wurden. Hierbei werden Zweifel angebracht, ob eine Wiederöffnung beabsichtigt ist.